# Канкуайот
Канкуайот (в деяких діалектах — Канкойот), (фр. Cancoillotte або фр. Cancoyotte) — рідкий французький сир, що виробляється головним чином у Франш-Конте, але також в Лотарингії і Люксембурзі, де його також називають Kachkéis. Сир дуже поширений в традиційних стравах Франш-Конте; його їдять протягом усього року.

## Історія
Точних відомостей про походження цього сиру немає. За одними джерелами, вік канкуайота може нараховувати кілька тисячоліть; інші відносять його виникнення до Середніх віків або навіть до XVI століття. Назва засвідчена з XIX століття і походить від caillot (caillotte), що означає «згусток» (йдеться про згущену сирну масу молока).

## Виготовлення
Канкуайот роблять з меттона — сиру, виготовленого зі знежиреного молока і подрібненого. Зерна меттона змішують із невеликою кількістю води або молока, додають масло і сіль і нагрівають на слабкому вогні. Їдять холодним або гарячим, намазуючи на хліб, або подають з овочами або м'ясом. У Люксембурзі Kachkéis намазують на відкритий сандвіч разом з гірчицею.
У продаж канкуайот надходить вже розплавленим, в упаковках по 200 грамів. Останнім часом з'явилися комерційні варіанти з вином, кмином та іншими добавками; іноді також додається часник.
Канкуайот, вироблений з розплавленого меттона з додаванням води, практично не містить жиру і низькокалорійний (при цьому має високий вміст кальцію). Комерційні варіанти жирніші та калорійніші, оскільки у них додається масло, щоб зробити сир м'якшим і солодшим, а також консерванти, щоб збільшити термін зберігання сиру. Крім того, канкуайот, зроблений з розплавленого меттона, і канкуайот в комерційному варіанті розрізняються по текстурі. Розплавлений меттон дуже липкий.